# Cap-Haïtien

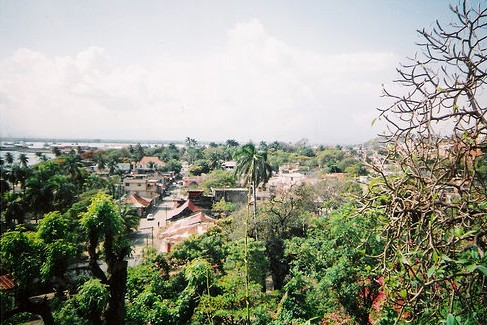
Północne przedmieścia Cap-Haïtien.

Cap-Haïtien (hait. Kap Ayisien) – miasto w północnej części Haiti, stolica departamentu Nord. Regionalny ośrodek przemysłu i przetwórstwa, ze względu na przeszłość i zabytki – cel turystyczny. Ważny port handlowy i przeładunkowy Haiti. Ze względu na sytuację polityczną w Haiti oraz brak odpowiednich badań liczba mieszkańców według różnych źródeł może wahać się od ok. 100 tys. osób, poprzez 180 tys., aż do 500 tys. Ustalenie dokładniejszej liczby nie jest możliwe.
Na południowy wschód od miasta znajduje się niewielkie lotnisko, obsługujące loty na krótszych wewnątrzkrajowych połączeniach. Lotnisko pozostaje pod kontrolą chilijskich wojsk, wysłanych tu w ramach misji pokojowej ONZ. W mieście rezyduje także personel ONZ, stacjonujący w ramach misji stabilizacyjnej MINUSTAH.
Miasto zostało założone w 1670 r. i przez niemal stulecie jako Cap-Français było stolicą francuskiej kolonii Haiti. Na początku XIX w. w pobliskim miasteczku Milot była stolica północnohaitańskiego państwa, rządzonego przez Henri Christophe. W sąsiedniej miejscowości Laferrière wzniesiono podówczas cytadelę obronną, będącą dziś jednym z najważniejszych obiektów turystycznych w północnej części Haiti. Od 1861 r. miasto jest siedzibą arcybiskupstwa.
Znaczne oddalenie Cap-Haitien od Port-au-Prince, haitańskiej stolicy i łączący się z tym brak rzeczywistej władzy rządu centralnego w tym regionie, w połączeniu z fatalnym stanem krajowej infrastruktury transportowej, sprzyja szybkiemu powstawaniu w mieście ruchów rewolucyjnych i antyrządowych. W lutym 2004 r. kontrolę nad miastem przejęły ugrupowania zbrojne, domagające się ustąpienia prezydenta Jeana-Bertranda Aristide.

## Miasta partnerskie
- Portland, Stany Zjednoczone